# Nyong-et-So’o

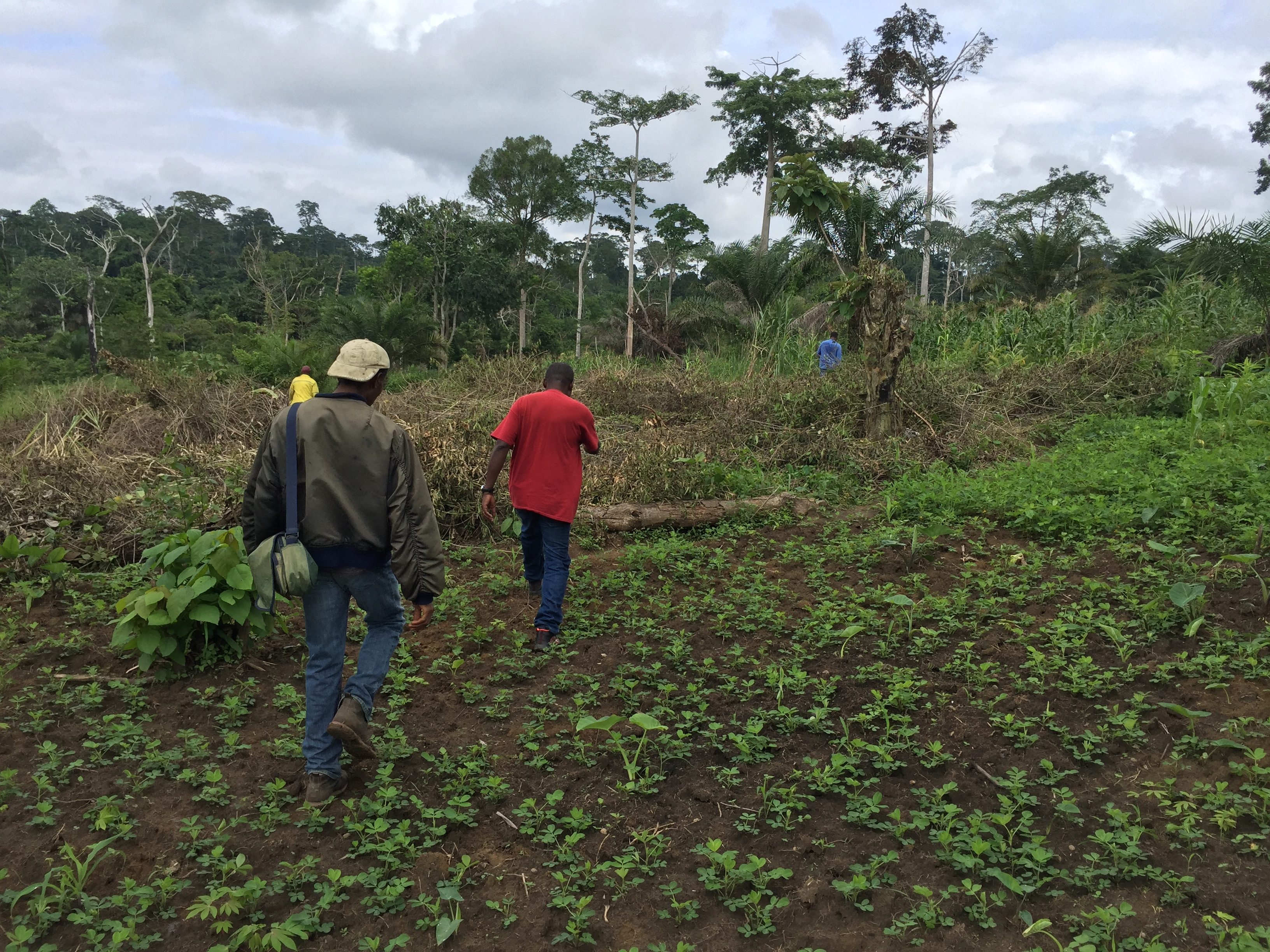
Wald und Felder südöstlich von Mbalmayo.

Nyong-et-So'o ist ein Département der Region Centre in Kamerun.
Auf einer Fläche von 3581 km² leben nach der Volkszählung 2001 142.907 Einwohner. Die Hauptstadt ist Mbalmayo.

## Gemeinden
- Akoeman
- Dzeng
- Mbalmayo
- Mengueme
- Ngomedzap
- Nkolmetet